# Klima
Klima (s grčkog nagib, klima) ili podneblje kao meteorološki pojam je skup meteoroloških čimbenika i pojava koje u određenom vremenskom periodu čine prosječno stanje atmosfere nad nekim dijelom Zemljine površine. Pored meteorološkog, postoji i biološki i geografski pojam klime.
Biološka klima je kompleks klimatskih uvjeta koji s drugim čimbenicima neke određene sredine određuju postojanje, razvitak, razmnožavanje i premještanje živih organizama.
Geografska klima je skup atmosferskih stanja koja vladaju nad određenim dijelom Zemljine površine.
Klima se razmatra u planetarnim ili u kontinentalnim razmjerama – makroklima; u prizemnom zraku do 2 metra visine i na malom prostoru (polje, šuma, trg i sl.) – mikroklima, a u regionalnim ili lokalnim razmjerama – mezoklima. Znanost koja proučava značajke klima i klimatske procese je klimatologija.
Da bi se odredila klima nekog prostora, najprije je potrebno bilježiti podatke o vremenu u razdoblju od 25 do 30 godina. Nakon mjerenja izračunavaju se prosječne vrijednosti određenih elemenata prema kojima će se moći odrediti vrsta klime toga prostora. 
Elementi klime koji se uzimaju u obzir pri određivanju klime su insolacija, temperatura zraka, tlak zraka, smjer i brzina vjetra, vlažnost zraka, padaline, naoblaka i snježni pokrivač, a mijenjaju se pod utjecajem klimatskih faktora ili modifikatora (zemljopisna širina, reljef, raspodjela kopna i mora, morske struje, nadmorska visina, rotacija, revolucija, atmosfera, udaljenost od mora, jezera, tlo i biljni pokrov te utjecaj čovjeka).

### Köppenova klasifikacija klime
A – Tropska klima
B – Suha klima
C – Umjerena klima
D – Snježno-šumska klima
E – Polarna klima
Klime A, C i D zajednički se nazivaju Šumske klime. Kod tih klima važno je postojanje suhog razdoblja i pojavljuje li se ono ljeti ili zimi. Ovisno o navedenom kriteriju slovima A, C ili D dodaju se slova f, s ili w koja označuju:
f – nema suhog razdoblja,
s – suho razdoblje ljeti,
w – suho razdoblje zimi.